# Elya Baskin
Elya Baskin, właściwie Ilya Zalmanovich Baskin (ur. 11 sierpnia 1950 w Rydze) – rosyjsko-amerykański aktor.
Urodził się w Rydze, obecnej stolicy Łotwy, wtedy części Związku Radzieckiego. Jego rodzice, Frieda i Zalman Baskin, byli z pochodzenia Rosjanami. Studiował aktorstwo w Moskwie zanim wraz z rodziną wyemigrował do USA w 1976. Szybko stał się jednym z najczęściej obsadzanych aktorów w rolach Rosjan, głównie z powodu swojego akcentu.

## Filmografia

### Filmy
- 1979: Butch i Sundance – Lata młodości jako księgowy
- 1980: Podnieść Titanica jako Marganin
- 1984: 2010: Odyseja kosmiczna jako Maxim Brajlovsky
- 1984: Moskwa nad rzeką Hudson jako Anatolij
- 1986: Imię róży jako Seweryn
- 1988: Vice Versa jako profesor Kerschner
- 1989: Wrogowie jako Yasha Kobik
- 1996: Leśny wojownik jako Buster
- 1996: Szklanką po łapkach jako profesor Ukrinsky
- 1997: Austin Powers: Agent specjalnej troski jako generał Borschevsky
- 2000: Trzynaście dni jako ambasador Anotoly Dobrynin
- 2004: Spider-Man 2 jako pan Ditkovich
- 2007: Spider-Man 3 jako pan Ditkovich
- 2009: Anioły i demony jako kardynał Petrov
- 2011: Transformers 3 jako Kosmonauta Dimitri

### Seriale TV
- 1987: MacGyver jako Yuri Demetri (gościnnie)
- 1989: Zawód policjant jako taksówkarz Yuri
- 1990–1995: Przystanek Alaska jako Nikolai (gościnnie)
- 1993–2001: Strażnik Teksasu jako Misha (gościnnie)
- 1996: Strażnik Teksasu (Walker, Texas Ranger) – odc. 65 – The Moscow Connection jako moskiewski milicjant Jurij
- 1998–2004: Jak pan może, panie doktorze? jako Alexei (gościnnie)
- 2001–2006: Agentka o stu twarzach jako doktor Josef Vlachko (gościnnie)